# Sgurr an Lochain
Sgurr an Lochain är ett berg i Storbritannien.   Det ligger i kommunen Highland och riksdelen Skottland, i den nordvästra delen av landet, 700 km nordväst om huvudstaden London. Toppen på Sgurr an Lochain är 1 004 meter över havet, eller 478 meter över den omgivande terrängen. Bredden vid basen är 15,0 km.
Terrängen runt Sgurr an Lochain är huvudsakligen kuperad. Trakten runt Sgurr an Lochain är nära nog obefolkad, med mindre än två invånare per kvadratkilometer. Närmaste större samhälle är Dornie, 19,8 km nordväst om Sgurr an Lochain. Trakten runt Sgurr an Lochain består i huvudsak av gräsmarker.